# Gladius
Gladius (latin glădĭus) var det sværd, som Romerrigets fodsoldater primært benyttede. Tidlige romerske sværd mindede meget om sværd fra Grækenland. Fra omkring år 200 f.v.t. gik romerne over til at fremstille sværd, som mindede mere om keltiberernes og andre fra deres område, under erobringen af Hispania. Det sværd var kendt som gladius hispaniensis eller et hispanisk sværd.
En fuldt udstyret romersk legionær var efter Gaius Marius' reformer udstyret med et skjold (scutum), et eller to kastespyd (pila), et sværd (gladius), ofte en daggert (pugio) og i den senere romerske periode også kastepile (plumbatae). Normalt kastede soldaterne deres spyd for at bryde fjendens formation og få dem i nærkamp, hvor romerne kunne bruge deres gladius. En soldat brugte skjoldet til at beskytte sig og stak med sværdet. Alle typer gladius har tilsyneladende kunnet bruges til at hugge og stikke med.